# آدم كيليشي
آدم كيليشي (بالتركية: Adem Kılıççı) (مواليد 18 أبريل 1986) هو ملاكم تركي، مثّل بلاده في الألعاب الأولمبية الصيفية في دورتي 2008 و2012. وشارك في برنامج سرفايفر تركيا.

## وصلات خارجية
آدم كيليشي على موقع بوكس ريك (الإنجليزية) (registration required)
- آدم كيليشي على موقع اللجنة الأولمبية الدولية (الإنجليزية)
- آدم كيليشي على موقع أوليمبيديا (الإنجليزية)